# Heterotropus zimini
Heterotropus zimini är en tvåvingeart som beskrevs av Paramonov 1929. Heterotropus zimini ingår i släktet Heterotropus och familjen svävflugor. Inga underarter finns listade i Catalogue of Life.